# 塵肺
塵肺（じんはい、じんぱい、Pneumoconiosis）は、粉塵や微粒子を長期間吸引した結果、肺の細胞にそれらが蓄積することによって起きる肺疾患（病気）Dust diseaseの総称。

## 概要
塵肺法（1960年）は「粉塵を吸入する事によって肺に生じた繊維増殖性変化を主体とする疾病」と定義している。症状として咳、痰、息切れ、呼吸困難、動悸を起こす。原因となる粉塵には、
有機粉塵
綿肺、コルク肺、農夫肺、砂糖きび肺、線香肺、合成樹脂肺
無機粉塵
珪肺、石綿肺、蝋石肺、滑石肺、珪藻土肺、アルミニウム肺（金属粉）、酸化鉄肺（溶接工肺）、黒鉛肺、炭鉱夫塵肺、炭素肺（活性炭粉）
特定粉塵
石綿（アスベスト）
その他
紙粉、穀物粉、煙、油煙、煤、風塵
があり、鉱山や炭鉱、陶磁器製造業、製紙業、石切業、鋳物業、トンネル工事、アスベストを用いる建築や建造物の解体など粉塵の多い環境に従事する職業に見られる職業性疾患であることが多い。そのため、職業性肺疾患とも呼ばれる。

## 歴史
最も古くからある職業病として知られてきた疾病である。しかし、体液説が信じられ肺の生理学的な理解が進んでいなかった時代には塵肺の解釈も不完全だった。紀元前400年頃にはヒポクラテスが鉱夫に呼吸困難が生じることを報告しているが、現代の理解では鉱毒についての記載とみられている。また、1556年に発刊された鉱山学者アグリコーラ「De re Metallica（金属について）」にも粉塵による呼吸困難について書かれ、肺障害の記載が一部にあるが、未だ病態の理解が進んでおらず鉱毒に重きが置かれた。
19世紀後半から20世紀にかけて病理解剖の普及やレントゲン撮影の診断への使用で研究が進んだ。1838年にはストラットンが炭粉沈着（anthracosis）を提唱し、その後、ツェンカーが鉄粉沈着（siderosis）を発表して炭粉沈着も含めて「粉じん吸入による肺疾患」をじん肺（pneumonokoniosis）とする病名を提唱した。名称はその後1882年にプルーストが提唱したpneumoconiosisが用いられるようになった。
一方でツェンカーが提唱した「粉じん吸入による肺疾患」はそのまま一般的に了承されたわけではなく、モートンやウィルヒョウは内因学説を支持していた。また、肺結核との合併症が多かったため、肺結核を塵肺の原因とする有力説もあり、企業家はコッホによる結核菌の発見を賠償の支払拒否の根拠にしていた。これに対してイギリスの医学者は粉じんが出る職場環境の異なる職人に同様の症状が見られることから外因学説を主張したが、低温、高温の環境、有毒ガス、蒸気、煙、長時間労働、夜間労働などの要因の可能性も残していた。
1915年、産業医学の権威だったコリスが粉じんが原因になっていることを病理学的、放射線学的に実証したことで、細菌によって起こるとする内因学説は一蹴された。

## 発生と進行
ヒトの呼吸器には、粉塵などの異物を排除する機能が備わっており、比較的大きな粉塵は鼻で、細かな粉塵は気管や気管支のせん毛で排除される。しかし、大きさがおよそ1～5μmの粉塵は排除されずに気管・気管支に沈着し、1μm以下の粉塵は肺胞に到達する。肺胞に到達した粉塵も多くは呼気とともに体外へ出されるが一部は排出されず残るため、粉塵の濃度の高い空気を吸入しつづけると肺胞に粉塵がたまってゆく。このような生活が長期間続くと、肺胞やその周囲で次の変化がおこる。
- 肺線維症 : 正常な肺胞が壊れて線維組織に置き換わった結果、肺線維症を来す。
- 気腫性変化 : 肺胞がふくらんだまま弾力を失う。
- 気管支の炎症

初期は自覚症状がないため、気づかない間に進行し、やがて咳、痰、息切れがおこる。さらに進行すると呼吸困難、動悸を起こす。また、塵肺になると肺結核などの病気を合併しやすくなる。

## 塵肺の種類
症状の現れ方、進行の早さは、原因となる粉塵の化学組成、粒子の大きさ、吸入量（粉塵の濃度×時間）、個人差（性、年齢、生活パターン、体質）により異なる。以下に粉塵の化学組成による分類のうち主なものを列挙する。
珪肺
石英、珪石など遊離珪酸を含む粉塵の吸入が原因。
アルミ肺
アルミニウム粉塵の吸入が原因。進行が早く、数年間程度で呼吸困難、衰弱などの症状が現れる。
ボーキサイト肺
アルミニウムの原料であるボーキサイトの粉塵の吸入が原因。進行が極めて早く、2～4年で死亡にいたる。
酸化鉄肺（鉄肺）
酸化鉄の吸入が原因。電気溶接工にみられる。あまり進行しないといわれる。但し、吸い続けていると数十年で肺が膠の様に硬くなり呼吸困難に陥り、治療は不可能となる。
石綿肺
石綿（アスベスト）の吸入が原因。肺癌の合併が多い。また、悪性中皮腫を合併する。

## 治療
根治の決め手は存在せず、塵肺法が規制している。治療は対症療法に限られている。気管支拡張薬、去痰剤、酸素吸入などが行われることが多い。結核の合併に対しては積極的に治療を行う。肺の移植手術も有効である。

### 防止方法
上述のとおり、塵肺を根治する方法はないため、予防処置をとることが非常に重要である。粉塵の発生する作業現場で採りうる方法を以下に挙げる。
1. 粉塵の発生をおさえる
  - 粉塵の発生する場所をふたなどで覆う
  - 散水（掘削現場などに水をまく、粉状の原材料を予め水で濡らす）
2. 粉塵を除去する
  - 排気装置、除塵装置の使用
3. 外気で粉塵を薄める
4. 粉塵の吸入を防ぐ
  - 防塵マスク、送気マスクなどの保護具を着用する
  - 粉塵が付着しにくい服装を選ぶ

### 健康管診断
塵肺法では事業者が作業者について、次の健康診断を行うよう定めている。
- 就業時診断：粉塵作業につくときに行う。
- 定期健康診断：粉塵作業についている者、以前粉塵作業についていた者に対して行う。

また、作業者が事業場をやめる場合は、離職時健康診断を行うよう事業者に請求することができる。ある程度の塵肺にかかっている者は健康管理手帳を国からもらい、健康診断や肺がんに関する検査を無料で受けることができる。

## 文献
- 海老原勇・編著『じん肺症 1 珪肺症およびその他のじん肺』労働科学研究所出版部、2002年11月、ISBN 489760110X
- 海老原勇『粉じんと健康障害 系統的な免疫疾患としての把握』労働科学研究所出版部、1986年12月、ISBN 4897600782
- 小笠原信之『灰になれなかった肺 ひろがるじん肺禍の実態』記録社、1986年11月、ISBN 4877140697
- 厚生労働省安全衛生部労働衛生課・編『改訂 粉じんによる疾病の防止　作業者用』（第7版）、中央労働災害防止協会、2004年10月、ISBN 4805909617
- 沢田猛『石の肺 ある鉱山労働者たちの叫び』技術と人間、1985年10月、
- 沢田猛『黒い肺 旧産炭地からの報告』未來社、1995年6月、ISBN 4624410769
- 四国トンネルじん肺訴訟徳島弁護団『四国トンネルじん肺訴訟　不治の病、黒い肺の告発』亜紀書房、2003年12月、ISBN 4750502073
- 滝島任ほか『じん肺患者の呼吸機能検査ハンドブック』真興交易医書出版部、1990年12月、ISBN 4880033766
- 武藤ヒサ子・全国じん肺裁判原告団・弁護団（共編著）『涙がこぼれそうで じん肺患者の妻と子供たちの手記』東研出版、1988年6月、ISBN 4886381421 ／ 1989年11月、ISBN 4886382037 ／ 増補改訂新装版: 1991年9月、ISBN 4886382126
- 長船繁『わが肺はボロのふいご　三菱長崎造船じん肺ルポ』かもがわ出版、1998年5月、ISBN 4876993866
- 馬場快彦『じん肺・粉じん作業マニュアル』労働基準調査会、1995年2月、ISBN 4897823587
- 樋口健二（撮影）『山よろけ 北海道じん肺』三一書房、1992年4月、ISBN 4380922227
- 細倉じん肺訴訟終結5周年記念誌編集委員会・編『鉱山（かねやま）の息　三菱細倉じん肺裁判運動の歩み』金港堂出版部、2001年11月、ISBN 4873980712
- 森村敏孚・編著『国労新幹線保線じん肺闘争記』ユニウス、1980年
- 吉野貞尚・吉野章司（共著）『じん肺の歴史　現状と将来』六法出版社、1993年、ISBN 4897702844
- 労働省安全衛生部労働衛生課・編『じん肺診査ハンドブック』（改訂版）、中央労働災害防止協会、1979年、ISBN 4805900970
- 労働省安全衛生部労働衛生課・編『じん肺法の解説』（2訂版）、中央労働災害防止協会、1983年8月、ISBN 4805904070
- 労働省安全衛生部労働衛生課・編『粉じんによる疾病の防止　作業者用 粉じん作業特別教育用テキスト』（第4版）、中央労働災害防止協会、1996年12月、ISBN 4805902892